# Arctotheca
Arctotheca és un gènere de plantes angiospermes de la família de les asteràcies (Asteraceae).
Són plantes natives del sud d'Àfrica, Namíbia i Moçambic. Tot i que avui han estat introduïdes a Austràlia, Europa, alguns punts del nord d'Àfrica i Califòrnia.

## Descripció
Són plantes herbàcies anuals o perennes de tiges erectes o decumbents. Les fulles es troben agrupades en una roseta basal i també n'hi ha de caulinars a la part inferior de les tiges, acostumen a ser pinnades amb divisions profundes, peciolades, amb el revers tomentós i es disposen de manera alternada.Les flors es troben agrupades en capítols solitaris axil·lars, l'involucre acostuma a tenir de 3 a 5 fileres de bràctees amb el marge escariós. Els flòsculs, les flors interiors, són hermafrodites i amb la corol·la tubular de color entre verdós i negre i amb cinc lòbuls. Les flors ligulades són estèrils, les lígules tenen tres lòbuls a l'àpex i de color groc clar a l'anvers i poden ser de color gris-verdós, porpra o marronós al revers. El fruit és un aqueni amb papus.

## Taxonomia
La publicació d'aquest gènere s'atribueix la botànic alemany Johann Christoph Wendland (1755-1828) a l'obra Botanische Beobachtungen : nebst einigen neuen Gattungen und Arten (Observacions botàniques: juntament amb alguns gèneres i espècies noves) de l'any 1798.

### Etimologia
Arctotheca: deriva de les paraules gregues:
arktos = "os bru" i theke = "cas, càpsula", al·ludint al dens i llanut toment de la cipsela d'algunes espècies.

### Espècies
Dins d'aquest gènere es reconeixen les següents 6 espècies:
- Arctotheca calendula (L.) K.Lewin
- Arctotheca forbesiana K.Lewin
- Arctotheca marginata Beyers
- Arctotheca populifolia (P.J.Bergius) Norl.
- Arctotheca prostrata (Salisb.) Britten
- Arctotheca tristis (L.) M.Talavera & Talavera

### Sinònims
Els següents noms són sinònims d'Arctotheca:
- Alloiozonium Kunze
- Cryptostemma R.Br.
- Cynotis Hoffmanns.
- Microstephium Less.